# Segona catalana de futbol
La Segona Catalana, anomenada fins a la temporada 2010-2011 Primera Territorial o popularment Primera Regional, és un torneig organitzat cada any per la Federació Catalana de Futbol, essent la sisena categoria a nivell estatal i la segona categoria a nivell nacional, per sota de la Primera Catalana i per sobre de la Tercera Catalana. Està formada per sis grups de 18 equips cadascun. Territorialment, els grups es divideixen de la següent manera:
- Grup 1 - Província de Girona
- Grups 2, 3 i 4 - Província de Barcelona
- Grup 5 - Província de Lleida
- Grup 6 - Província de Tarragona

## Campions
| Temporada | Grup 1                                           | Grup 2                                           | Grup 3                                           | Grup 4                                           | Grup 5                                           | Grup 6                                           | Grup 7                        | Grup 8                    |
| --------- | ------------------------------------------------ | ------------------------------------------------ | ------------------------------------------------ | ------------------------------------------------ | ------------------------------------------------ | ------------------------------------------------ | ----------------------------- | ------------------------- |
| 2022/23   | AE Roses UE Tossa                                | CE Júpiter FC Argentona                          | UD Gornal UE Sitges                              | UE Castellar UE San Juan At. de Moncada          | CF Artesa Lleida CE Artesa de Segre              | CF Canonja CD Tortosa                            |                               |                           |
| 2021/22   | UE Can Gibert UE Tossa                           | UD San Mauro                                     | CP Sarrià                                        | CE Sabadell FC B                                 | CCD Turó de la Peira                             | CF Caldes de Montbui                             | At Alpicat CE Artesa de Segre | CF Reus Reddis CD Tortosa |
| 2020/21   | Competició anul·lada per la Pandèmia de COVID-19 | Competició anul·lada per la Pandèmia de COVID-19 | Competició anul·lada per la Pandèmia de COVID-19 | Competició anul·lada per la Pandèmia de COVID-19 | Competició anul·lada per la Pandèmia de COVID-19 | Competició anul·lada per la Pandèmia de COVID-19 |                               |                           |
| 2019/20   | CD Bescanó                                       | CF Unificación Llefià                            | Sant Cugat FC                                    | CF Les Franqueses                                | CF Borges Blanques                               | CF Gandesa                                       |                               |                           |
| 2018/19   | FC L'Escala                                      | CE Mataró EF                                     | Atlètic Sant Just FC                             | CF Parets                                        | FC Alcarràs                                      | UE Valls                                         |                               |                           |
| 2017-2018 | Girona FC B                                      | EE Guineueta CF                                  | CF Vilanova i la Geltrú                          | CF Sabadell Nord                                 | CFJ Mollerussa                                   | Cambrils UCF                                     |                               |                           |
| 2016-2017 | CE Banyoles                                      | FE Grama                                         | CF Can Vidalet                                   | FC Cardedeu                                      | FC Borges Blanques                               | CD Tortosa                                       |                               |                           |
| 2015-2016 | UE Llagostera B                                  | UE San Juan - At. de Montcada                    | FC Sant Cugat Esport                             | CP San Cristóbal                                 | Club Atlètic Alpicat                             | FC Cambrils                                      |                               |                           |
| 2014-2015 | CE Abadessenc                                    | CE Mataró                                        | CF Suburense                                     | UE Tona                                          | FC Andorra                                       | CF Vila-seca                                     |                               |                           |
| 2013-2014 | FC L'Escala                                      | UD Molletense                                    | Juventud 25 de Septiembre                        | CE Manresa                                       | CFJ Mollerussa                                   | CF Reddis                                        |                               |                           |
| 2012-2013 | CE Banyoles                                      | CE Canyelles                                     | UD Marianao Poblet                               | CE Sabadell FC B                                 | Club Atlètic Alpicat                             | UD Jesús i Maria                                 |                               |                           |
| 2011-2012 | UE La Jonquera                                   | CE Vilassar de Dalt                              | UA Horta                                         | EC Granollers                                    | CE Cervera                                       | CD Morell                                        |                               |                           |
| 2010-2011 | CF Lloret                                        | FC Martinenc                                     | Júnior FC                                        | UD San Lorenzo                                   | CE EFAC Almacelles                               | UE Valls                                         |                               |                           |
| 2009-2010 | UE Figueres                                      | CE Júpiter                                       | CF Barceloneta                                   | CFA Gironella                                    | CF Organyà                                       | CF Reddis                                        |                               |                           |
| 2008-2009 | UE Olot                                          | CE Premià de Dalt                                | Cerdanyola del Vallès FC                         | UE Tona                                          | CE Cervera                                       | Atlètic Camp Clar                                |                               |                           |
| 2007-2008 | CE Sant Hilari                                   | CE Canyelles                                     | UE Sant Joan Despí                               | CE Sant Feliu Sasserra                           | UE Guissona                                      | CDC Torreforta                                   |                               |                           |
| 2006-2007 | CF Amer                                          | CF Ripollet                                      | CF Olesa                                         | FC Palau                                         | CFJ Mollerussa                                   | CD Roquetenc                                     |                               |                           |
| 2005-2006 | UE Llagostera                                    | FC Martinenc                                     | CE Olímpic Can Fatjó                             | CF Parets                                        | UE Guissona                                      | CF Vila-seca                                     |                               |                           |
| 2004-2005 | CF Ripoll                                        | Gimnàstica Iberiana                              | U.D.Vista Alegre                                 | UE Canovelles                                    | CF Organyà                                       | CF Jesús Catalònia                               |                               |                           |
| 2003-2004 | CD Blanes                                        | La Florida CF                                    | FC Sant Cugat Esport                             | CF Mollet UE                                     | CFJ Mollerussa                                   | CF Amposta                                       |                               |                           |
| 2002-2003 | CE Farners                                       | UD Polvoritense La Marina                        | Vilanova del Camí CF                             | UD Taradell                                      | CF Pobla de Segur                                | FC Cambrils                                      |                               |                           |
| 2001-2002 | FC L'Escala                                      | PB Anguera                                       | CE Júpiter B                                     | CD Can Parellada                                 | FC La Seu d'Urgell                               | CA Roda de Barà                                  |                               |                           |
| 2000-2001 | AE Roses                                         | CF Alella                                        | CD Marianao Poblet                               | CE Sant Celoni                                   | UE Guissona                                      | UE Rapitenca                                     |                               |                           |
| 1999-2000 | FE Figueres                                      | Alzamora CF                                      | UE Martorell                                     | CE Berga                                         | CF Juneda                                        | CF Llorenç                                       |                               |                           |
| 1998-1999 | CF Pals                                          | CF Muntanyesa                                    | CF Vilanova i la Geltrú                          | UE Castellar                                     | CFJ Mollerussa                                   | CD Roquetenc                                     |                               |                           |
| 1997-1998 | UE Marca de l'Ham                                | CF Singuerlín                                    | UE Sitges                                        | CF Olesa de Montserrat                           | FC Alcarràs                                      | CF Pobla de Mafumet                              |                               |                           |
| 1996-1997 | CF Peralada                                      | FC Cardedeu                                      | Santa Eulàlia Joventut                           | CFA Gironella                                    | UE Bordeta de Lleida                             | FC Cambrils                                      |                               |                           |
| 1995-1996 | UE Caldes                                        | CF Singuerlín                                    | FC Levante Las Planas                            | CF San Julián                                    | FC Ribera d'Ondara                               | JD Ascó                                          |                               |                           |
| 1994-1995 | CF Amer                                          | CA Vallès                                        | UE Sant Ildefons                                 | FC Sant Quirze del Vallès                        | UE Bordeta de Lleida                             | CD Ginestar                                      |                               |                           |
| 1993-1994 | CF Sils                                          | CD Masnou                                        | CD Tregurà                                       | CF Ripollet                                      | CE Artesa de Segre                               | UD Torredembarra                                 |                               |                           |
| 1992-1993 | CE Anglès                                        | FC Palau                                         | CA Iberia                                        | UD San Mauro                                     | UE Lleida B                                      | CF Pobla de Mafumet                              |                               |                           |
| 1991-1992 | CE Abadessenc                                    | CD Verdiblanca de Mataró                         | CF Gavà                                          | CF Olesa de Montserrat                           | CF Tremp                                         | CD Alcanar                                       |                               |                           |
| 1990-1991 | CF Salt                                          | UD Cerdanyola de Mataró                          | UE Cornellà                                      | Cerdanyola del Vallès FC                         | CF Borges Blanques                               | CD La Cava                                       |                               |                           |
| 1989-1990 | CF Arbúcies                                      | UE Vilassar de Mar                               | CF Barceloneta                                   | CE Sabadell FC B                                 | CF Artesa de Segre                               | UE Valls                                         |                               |                           |
| 1988-1989 | FC Palafrugell                                   | CE Premià                                        | FC Levante Las Planas                            | Peña Los Merengues Club                          | Aitona CF                                        | CA Roda de Barà                                  |                               |                           |
| 1987-1988 | FC Cristinenc                                    | CD Malgrat                                       | UE Rubí                                          | Unió Bonaire CF                                  | CF Borges Blanques                               | CDC Torreforta                                   |                               |                           |
| 1986-1987 | CE Abadessenc                                    | CF Muntanyesa                                    | UE Rayo Esplugues                                | UD Sant Joan de Vilatorrada                      | CD Alfarràs                                      | UE Remolins-Bítem                                |                               |                           |
| 1985-1986 | AC Hostalric                                     | CD Adrianense                                    | CE Sant Cugat                                    | Cerdanyola del Vallès FC                         | UE Lleida B                                      | Joventut Bisbalenca CF                           |                               |                           |
| 1984-1985 | AD Guíxols                                       | Milán CF                                         | Santfeliuenc FC                                  | CE Berga                                         | CF Balaguer                                      | CF Ampolla                                       |                               |                           |
| 1983-1984 | Vilobí CF                                        | FC Martinenc                                     | UE Castelldefels                                 | CF Cardona                                       |                                                  |                                                  |                               |                           |
| 1982-1983 | Palamós CF                                       | CFJ Mollerussa                                   | AE Prat                                          | Espanyol Promeses                                |                                                  |                                                  |                               |                           |
| 1981-1982 | CE Farners                                       | UE Rubí                                          | Gimnàstica Iberiana                              | AEC Manlleu                                      |                                                  |                                                  |                               |                           |
| 1980-1981 | CE Banyoles                                      | CP San Cristóbal                                 | CD Tortosa                                       |                                                  |                                                  |                                                  |                               |                           |
| 1979-1980 | CF Muntanyesa                                    | CE Manresa                                       | AC Baronense                                     |                                                  |                                                  |                                                  |                               |                           |
| 1978-1979 | CE Mataró                                        | CF Cardona                                       | CF Cambrils                                      |                                                  |                                                  |                                                  |                               |                           |
| 1977-1978 | UDA Gramenet                                     | CF Olímpic La Garriga                            | UE Viladecans                                    |                                                  |                                                  |                                                  |                               |                           |
| 1976-1977 | CE Sant Celoni                                   | CD Granollers                                    | FC Santboià                                      |                                                  |                                                  |                                                  |                               |                           |
| 1975-1976 | UA Horta                                         | CD Oliana                                        | CA Iberia                                        |                                                  |                                                  |                                                  |                               |                           |
| 1974-1975 | CD Malgrat                                       | CD Montcada                                      | CF Gavà                                          |                                                  |                                                  |                                                  |                               |                           |
| 1973-1974 | Palamós CF                                       | CF Olesa                                         | CF Barcelona Aficionats                          |                                                  |                                                  |                                                  |                               |                           |
| 1972-1973 | UE Olot                                          | UE Vic                                           | CD Alcanar                                       |                                                  |                                                  |                                                  |                               |                           |
| 1971-1972 | UD Artiguense                                    | CD Oliana                                        | CE L'Hospitalet                                  |                                                  |                                                  |                                                  |                               |                           |
| 1970-1971 | CD Blanes                                        | FC Andorra                                       | CA Iberia                                        |                                                  |                                                  |                                                  |                               |                           |
| 1969-1970 | CD Banyoles                                      | CE Sabadell FC Amateur                           | CF Amposta                                       |                                                  |                                                  |                                                  |                               |                           |
| 1968-1969 | CD Masnou                                        | UE Rubí                                          | AE Prat                                          |                                                  |                                                  |                                                  |                               |                           |
| 1967-1968 | UDA Gramenet                                     | FC Santboià                                      |                                                  |                                                  |                                                  |                                                  |                               |                           |
| 1966-1967 | FC Palafrugell                                   | CF Gavà                                          |                                                  |                                                  |                                                  |                                                  |                               |                           |
| 1965-1966 | CF Lloret                                        | CF Igualada                                      |                                                  |                                                  |                                                  |                                                  |                               |                           |
| 1964-1965 | CE Júpiter                                       | CF Vilanova i la Geltrú                          |                                                  |                                                  |                                                  |                                                  |                               |                           |
| 1963-1964 | UE Olot                                          | CF Balaguer                                      |                                                  |                                                  |                                                  |                                                  |                               |                           |
| 1962-1963 | UE Olot                                          | CF Ripoll                                        | CF Borges Blanques                               |                                                  |                                                  |                                                  |                               |                           |
| 1961-1962 | CF Calella                                       | UE Vic                                           | FC Vilafranca                                    |                                                  |                                                  |                                                  |                               |                           |
| 1960-1961 | CE Sant Celoni                                   | CF Igualada                                      |                                                  |                                                  |                                                  |                                                  |                               |                           |
| 1959-1960 | CD Adrianense                                    | CF Reus Deportiu                                 |                                                  |                                                  |                                                  |                                                  |                               |                           |
| 1958-1959 | CF Ripoll                                        | CE Júpiter                                       |                                                  |                                                  |                                                  |                                                  |                               |                           |
| 1957-1958 | CD Sant Cugat                                    | CF Gavà                                          |                                                  |                                                  |                                                  |                                                  |                               |                           |
| 1956-1957 | CD Banyoles                                      | CF Balaguer                                      |                                                  |                                                  |                                                  |                                                  |                               |                           |
| 1955-1956 | CD Fabra y Coats                                 | CE Sallent                                       |                                                  |                                                  |                                                  |                                                  |                               |                           |
| 1954-1955 | UD Artiguense                                    | CA Poble Nou                                     |                                                  |                                                  |                                                  |                                                  |                               |                           |
| 1953-1954 | CF Amposta                                       |                                                  |                                                  |                                                  |                                                  |                                                  |                               |                           |
| 1952-1953 | CF Reus Deportiu                                 |                                                  |                                                  |                                                  |                                                  |                                                  |                               |                           |
| 1951-1952 | UA Horta                                         |                                                  |                                                  |                                                  |                                                  |                                                  |                               |                           |
| 1950-1951 | CE Europa                                        |                                                  |                                                  |                                                  |                                                  |                                                  |                               |                           |
| 1949-1950 | CD Condal                                        |                                                  |                                                  |                                                  |                                                  |                                                  |                               |                           |
| 1948-1949 | CD Tortosa                                       |                                                  |                                                  |                                                  |                                                  |                                                  |                               |                           |
| 1947-1948 | CE Mataró                                        |                                                  |                                                  |                                                  |                                                  |                                                  |                               |                           |
| 1946-1947 | UE Sant Andreu                                   |                                                  |                                                  |                                                  |                                                  |                                                  |                               |                           |
| 1945-1946 | CF Igualada                                      |                                                  |                                                  |                                                  |                                                  |                                                  |                               |                           |
| 1944-1945 | CF Badalona                                      |                                                  |                                                  |                                                  |                                                  |                                                  |                               |                           |
| 1943-1944 | CD Júpiter                                       |                                                  |                                                  |                                                  |                                                  |                                                  |                               |                           |
| 1942-1943 | CD Granollers                                    |                                                  |                                                  |                                                  |                                                  |                                                  |                               |                           |
| 1941-1942 | CD Tarrasa                                       |                                                  |                                                  |                                                  |                                                  |                                                  |                               |                           |
| 1940-1941 | Vich FC                                          |                                                  |                                                  |                                                  |                                                  |                                                  |                               |                           |

Nota: a la pàgina 590 del llibre commemoratiu del centenari de la Federació Catalana de Futbol "1900-2000 Un segle de futbol català" apareixen erròniament com a campions de les primeres edicions els equips que van guanyar la fase posterior de promoció i permanència entre Primera A i Primera B, i no pas els guanyadors naturals de la Primera A (temporades de la 1940-1941 a la 1944-1945), així com se li atorga un títol al Sant Andreu que en realitat correspon a la darrera edició del Campionat de Catalunya de Segona Categoria (temporada 1939-1940).

## Palmarès
6 títols
- CFJ Mollerussa (1983, 1999, 2004, 2007, 2014, 2018)

5 títols
- CD Banyoles (1957, 1970, 1981, 2013, 2017)
- FC Sant Cugat Esport (1958, 1986, 2004, 2016, 2020)
- FC Borges Blanques (1963, 1988, 1991, 2017, 2020)
- CD Tortosa (1949, 1981, 2017, 2022, 2023 VI A)
- CE Júpiter (1944, 1959, 1965, 2010, 2023 II A)

4 títols
- CF Gavà (1958, 1967, 1975, 1992)
- CF Olesa (1974, 1992, 1998, 2007)
- UE Olot (1963, 1964, 1973, 2009
- FC Cambrils (1979, 1997, 2003, 2016)
- CE Mataró (1948, 1979, 2015, 2019)
- CE Sabadell FC B (1970, 1990, 2013, 2022 V)
- CE Artesa de Segre (1990 V, 1994 V, 2022 VIIB, 2023 VB)

3 títols
- CE Abadessenc (1987, 1992, 2015)
- UA Horta (1952, 1976, 2012)
- EC Granollers (1943, 1977, 2012)
- FC Martinenc (1984, 2006, 2011)
- CF Barceloneta (1990, 2008, 2010)
- Cerdanyola del Vallès FC (1986, 1991, 2009)
- CF Ripoll (1959, 1963, 2005)
- CF Amposta (1954, 1970, 2004)
- CE Sant Celoni (1961, 1977, 2001)
- CF Muntanyesa (1980, 1987, 1999)
- CA Iberia (1971, 1976, 1993)
- CF Balaguer (1957, 1964, 1985)
- UE Rubí (1969, 1982, 1988)
- UE Vic (1941, 1962, 1973)
- CF Igualada (1946, 1961, 1966)
- CF Vilanova i la Geltrú (1965, 1999, 2018)
- FC L'Escala (2002, 2014, 2019)
- UE Valls (1990, 2011, 2019)
- CF Reddis (2010, 2014, 2022 VIIIA)
- Club Atlètic Alpicat (2013 V, 2016 V, 2022 VIIA)

2 títols
- Barcelona: UD Artiguense (1955 I, 1972 I), FC Santboià (1968 II, 1977 III), UDA Gramenet (1968 I, 1978 I), AE Prat (1969 III, 1983 III), CF Cardona (1979 II, 1984 IV), CD Adrianense (1960 I, 1986 II), CD Malgrat (1975 I, 1988 II), CD Masnou (1969 I, 1994 II), FC Levante Las Planas (1989 III, 1996 III), CF Singuerlín (1996 II, 1998 II), CE Berga (1985 IV, 2000 IV), Gimnàstica Iberiana (1982 III, 2005 II), FC Palau (1993 II, 2007 IV), CF Ripollet (1994 IV, 2007 II), CFA Gironella (1997 IV, 2010 IV), CE Canyelles (2006 IV, 2013 II), UD Marianao Poblet (2001 III, 2013 III), CE Manresa (1980 II, 2014 IV), UE Tona (2009 IV, 2015 IV), CP San Cristóbal (1981 II, 2016 IV), FC Cardedeu (1997 II, 2017 IV), CF Parets (2006 IV, 2019 IV), UD San Mauro (1993, 2022), UE Sitges (1998 III, 2023 III B), UE Castellar (1999 IV, 2023 IV A),
- Girona: Palamós CF (1974 I, 1983 I), FC Palafrugell (1967 I, 1989 I), CE Farners (1982 I, 2003 I), CD Blanes (1971 I, 2004 I), CF Amer (1995 I, 2007 I), CF Lloret (1966 I, 2011 I), UE Tossa (2022 I, 2023 I), AE Roses (2001 I, 2023 I)
- Lleida: CD Oliana (1972 II, 1976 II), UE Lleida B (1986 V, 1993 V), UE Bordeta de Lleida (1995 V, 1997 V), UE Guissona (2001 V, 2006 V), CF Organyà (2005 V, 2010 V), EFAC Almacelles (2008 V, 2011 V), CE Cervera (2009 V, 2012 V), FC Andorra (1971 II, 2015 V), FC Alcarràs (1998 V, 2019 V)
- Tarragona: CF Reus Deportiu (1953, 1960 II), CD Alcanar (1973 III, 1992 VI), CF Pobla de Mafumet (1993 VI, 1998 VI), CA Roda de Barà (1989 VI, 2002 VI), CD Roquetenc (1999 VI, 2007 VI), CDC Torreforta (1988 VI, 2008 VI), Vila-seca CF (2006 VI, 2015 VI)

1 títol
- Barcelona: FC Terrassa (1942), CF Badalona (1945), UE Sant Andreu (1947), CD Condal (1950), CE Europa (1951), CA Poble Nou (1955 II), CD Fabra y Coats (1956 I), CE Sallent (1956 II), CF Calella (1962 I), FC Vilafranca (1962 III), CE L'Hospitalet (1972 III), CF Barcelona Amateur (1974 III), CD Montcada (1975 II), CF Olímpic La Garriga (1978 II), UE Viladecans (1978 III), AC Baronense (1980 III), AEC Manlleu (1982 IV), RCD Espanyol Promesas (1983 IV), UE Castelldefels (1984 III), Milán CD (1985 II), FC Santfeliuenc (1985 III), UE Rayo Esplugues (1987 III), UD Sant Joan de Vilatorrada (1987 IV), Unió Bonaire CF (1988 IV), CE Premià (1989 II), Peña Los Merengues Club (1989 IV), UE Vilassar de Mar (1990 II), UD Cerdanyola de Mataró (1991 II), UD Cornellà (1991 III), CD Verdiblanca de Mataró (1992 II), CD Tregurà (1994 III), CA Vallès (1995 II), UE Sant Ildefons (1995 III), FC Sant Quirze del Vallès (1995 IV), CF San Julián (1996 IV), CF Santa Eulàlia Joventut (1997 III), Alzamora CF (2000 II), UE Martorell (2000 III), CF Alella (2001 II), PB Anguera (2002 II), FP Júpiter (2002 III), CD Can Parellada (2002 IV), UD Polvoritense La Marina (2003 II), Vilanova del Camí CF (2003 III), UD Taradell (2003 IV), La Florida CF (2004 II), CF Mollet UE (2004 IV), UD Vista Alegre (2005 III), UE Canovelles (2005 IV), CD Olímpic Can Fatjó (2006 III), UE Sant Joan Despí (2008 III), CE Sant Feliu Sasserra (2008 IV), CE Premià de Dalt (2009 II), Júnior FC (2011 III), UD San Lorenzo (2011 IV), CE Vilassar de Dalt (2012 II), UD Molletense (2014 II), CF Juventud 25 de Septiembre (2014 III), CF Suburense (2015 III), UE San Juan - At. de Montcada (2016 II), FE Grama (2017 II), CF Can Vidalet (2017 III), EF Guineueta CF (2018 II), CF Sabadell Nord (2018 IV)), Atlètic Sant Just FC (2019 III), CF Unificación Llefià (2020 II), CF Les Franqueses (2020 IV), CP Sarrià (2022), CCD Turó de la Peira (2022, V), CF Caldes (2022 VI), FC Argentona (2023 II), UD Gornal (2023 III A), UE San Juan At. de Moncada (2023 IV B)
- Girona: Vilobí CF (1984 I), AC Hostalric (1986 I), FC Cristinenc (1988 I), CF Arbúcies (1990 I), CF Salt (1991 I), CE Anglès (1993 I), CF Sils (1994 I), UE Caldes (1996 I), CF Peralada (1997 I), UE Marca de l'Ham (1998 I), CF Pals (1999 I), FE Figueres (2000 I), UE Llagostera (2006 I), CE Sant Hilari (2008 I), UE Figueres (2010 I), UE La Jonquera (2012 I), UE Llagostera B (2016 I), Girona FC B (2018 I), CE Bescanó (2020), UE Can Gibert (2022)
- Lleida: CD Alfarràs (1987 V), Aitona CF (1989 V), CF Tremp (1992 V), FC Ribera d'Ondara (1996 V), CF Juneda (2000 V), FC La Seu d'Urgell (2002 V), CF Pobla de Segur (2003 V), CF Artesa Lleida (2023 V A)
- Tarragona: CF Ampolla (1985 VI), Joventut Bisbalenca CF (1986 VI), UE Remolins-Bítem (1987 VI), CD La Cava (1991 VI), UD Torredembarra (1994 VI), CD Ginestar (1995 VI), JD Ascó (1996 VI), CF Llorenç (2000 VI), UE Rapitenca (2001 VI), CF Jesús Catalònia (2005 VI), Atlètic Camp Clar (2009 VI), CD Morell (2012 VI), UD Jesús i Maria (2013 VI), Cambrils UCF (2018 VI), CF Gandesa (2020 VI), CF Canonja (2023 VI A)